# Chelmico

chelmico(チェルミコ, 첼미코, 체루미코)는 레이첼 와타시가(Rachel Watashiga)와 스즈키 마미코(전문적으로 각각 레이첼과 마미코로 알려져 있음)로 구성된 일본의 랩 듀오이다. 'chelmico'는 듀오 이름의 합성어이다.

## 경력
chelmico는 레이첼 와타시가(Rachel Watashiga)와 스즈키 마미코(Mamiko Suzuki)가 일본 도쿄 아라카와에 있는 맥도날드에서 서로 친구를 통해 만난 후 2014년에 결성되었다. 두 사람은 음악에 대한 사랑, 특히 일본 힙합 그룹 RIP SLYME을 통해 결속을 맺었고 곧 단골 친구가 되었다. 당시 와타시가는 모델링 작업을 했으며 오모리 세이코의 뮤직 비디오 배경에도 출연했다. 그녀의 친구 중 한 명이 2014년 봄에 조직한 음악 이벤트에서 그녀에게 10분의 시간을 제안했을 때 와타시가는 스즈키를 그녀와 함께 랩하도록 초대했다.